# Gorna Oryahovitsa (huyện)
Gorna Oryahovitsa là một huyện thuộc tỉnh Veliko Tarnovo, Bungaria. Dân số thời điểm năm 2001 là 53142 người.